# Ulrich Schwarz (Physiker)

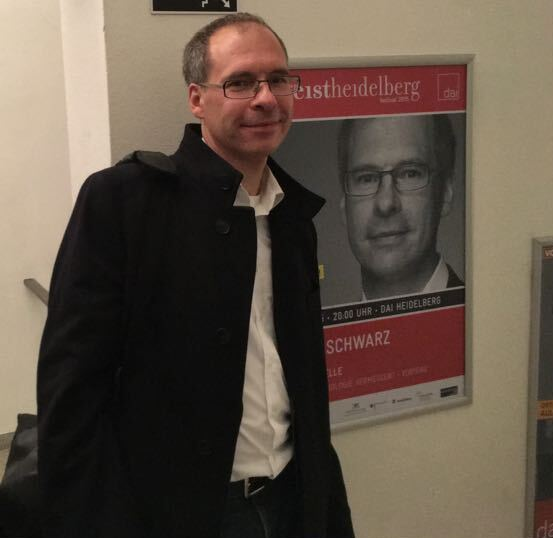
Ulrich Schwarz (ca. 2017)

Ulrich Sebastian Schwarz (* 3. März 1966 in Stuttgart) ist ein deutscher theoretischer Physiker, der an der Ruprecht-Karls-Universität Heidelberg statistische Physik und Biophysik lehrt.

## Leben und Werk
Ulrich Schwarz absolvierte das physikalische Grundstudium an der Albert-Ludwigs-Universität Freiburg und studierte dann für ein Jahr im Rahmen eines Fulbright-Stipendiums Wissenschaftsgeschichte und Physik an der Johns Hopkins University in Baltimore, Maryland, USA. 1994 beendete er sein Physikstudium an der Ludwig-Maximilians-Universität München. Seine Diplomarbeit schrieb er bei Gerhard Gompper und Herbert Wagner mit der Thematik von Ginzburg-Landau-Modellen in der Physik der weichen Materie. Anschließend promovierte er 1998 bei Gerhard Gompper und Reinhard Lipowsky am Max-Planck-Institut für Kolloid- und Grenzflächenforschung Potsdam zur Physik und dem Phasenverhalten von Flüssigmembranen, insbesondere zur Physik von kubischen Phasen. Von 1998 bis 2000 arbeitet Schwarz mit einem Minerva-Stipendium als Postdoktorand mit Samuel Safran am Weizmann-Institut für Wissenschaften in Israel. Hier begann seine Forschungstätigkeit im Bereich der Biophysik, insbesondere zur Rolle von Kräften in der Zelladhäsion. Von 2000 bis 2005 leitete er eine Nachwuchsgruppe zur Theorie der Zelladhäsion am Max-Planck-Institut für Kolloid- und Grenzflächenforschung Potsdam, die ab 2001 durch das Emmy-Noether-Programm der Deutschen Forschungsgemeinschaft gefördert wurde. 2005 zog er mit seiner Nachwuchsgruppe an die Ruprecht-Karls-Universität Heidelberg, wo er zusätzlich durch das Zentrum für Modellierung und Simulation in den Biowissenschaften (BIOMS) gefördert wurde. 2008 wurde Schwarz zum Professor für Theoretische Biophysik (W3) am Karlsruher Institut für Technologie ernannt. 2009 wurde er als Professor für Theoretische Physik (W3) an die Ruprecht-Karls-Universität Heidelberg berufen. Außerdem ist er kooptiertes Mitglied in der Fakultät für Biowissenschaften und Mitglied im BioQuant-Zentrum für quantitative Biologie.
Seine Tätigkeitsgebiete umfassen die Statistische Physik, die nicht-lineare und stochastische Dynamik, die Kontinuumsmechanik, die Theorie der weichen Materie, die theoretische Biophysik und die quantitative Biologie. Insbesondere beschäftigt er sich mit der Messung und dem theoretischen Verständnis von Zellkräften. Als internationaler Experte für die Zellkraftmikroskopie (Traction force microscopy) hat er schon früh zur Entwicklung der Mechanobiologie beigetragen. Weiterhin beschäftigt er sich damit, wie Zellkräfte durch molekulare Motoren und Polymerisationsvorgänge in Zellen erzeugt werden, wie sie durch das Zytoskelett der Zellen an ihre Kontakte zur Umgebung übertragen werden, und welche Konsequenzen dies für zelluläre Entscheidungsprozesse hat. Seine Arbeitsgruppe arbeitet auch an der Physik der Selbstassemblierung, z. B. von Viren oder Strukturen des Zytoskeletts.
Ulrich Schwarz ist Autor von mehr als 100 wissenschaftlichen Veröffentlichungen, vor allem im Bereich der Biophysik. Er ist Mitglied im Editorial Board der Zeitschriften BMC Biophysics, New Journal of Physics und Physical Review E. Von 2009 bis 2015 war er Mitglied im wissenschaftlichen Beirat des Physikzentrum Bad Honnef und von 2011 bis 2013 Sprecher des Fachverbands Biologische Physik der Deutschen Physikalischen Gesellschaft (DPG). 2014–2018 ist er gewähltes Mitglied im Senat der Universität Heidelberg und 2011/12 und 2017/18 Direktor des Instituts für Theoretische Physik.

## Auszeichnungen
- 2011 Distinguished Referee Award of the American Physical Society
- 2017 Lehrpreis der Fakultät für Astronomie und Physik

## Publikationen (Auswahl)
- mit G. Gompper: A systematic approach to bicontinuous cubic phases in ternary amphiphilic systems. In: Phys. Rev. E. 59, 1999, S. 5528–5541.
- mit I. B. Bischofs: Cell organization in soft media due to active mechanosensing. In: Proc. Natl. Acad. Sci. USA. 100, 2003, S. 9274–9279.
- mit T. Erdmann: Stability of adhesion clusters under constant force. In: Phys. Rev. Lett. 92, 2004, S. 108102.
- mit B. Sabass, M. L. Gardel und C. Waterman: High resolution traction force microscopy based on experimental and computational advances. In: Biophys. J. 94, 2008, S. 207–220.
- mit J. Weichsel: Two competing orientation patterns explain experimentally observed anomalies in growing actin networks. In: Proc. Natl. Acad. Sci. USA. 107, 2010, S. 6304–6309.
- mit Samuel A. Safran: Physics of adherent cells. In: Rev. Mod. Phys. 85, Aug 2013, S. 1327–1381.
- mit Philipp J. Albert: Dynamics of cell ensembles on adhesive micropatterns: bridging the gap between single cell spreading and collective cell migration. In: PLoS Comput Biol. 12(4), 2016, S. e1004863.
- mit Patrick W. Oakes, Elizabeth Wagner, Christoph A. Brand, Dimitri Probst, Marco Linke, Michael Glotzer und Margaret L. Gardel: Optogenetic control of RhoA reveals zyxin-mediated elasticity of stress fibres. In: Nature Communications. 8, 2017, S. 15817.